# 皇宮警察本部

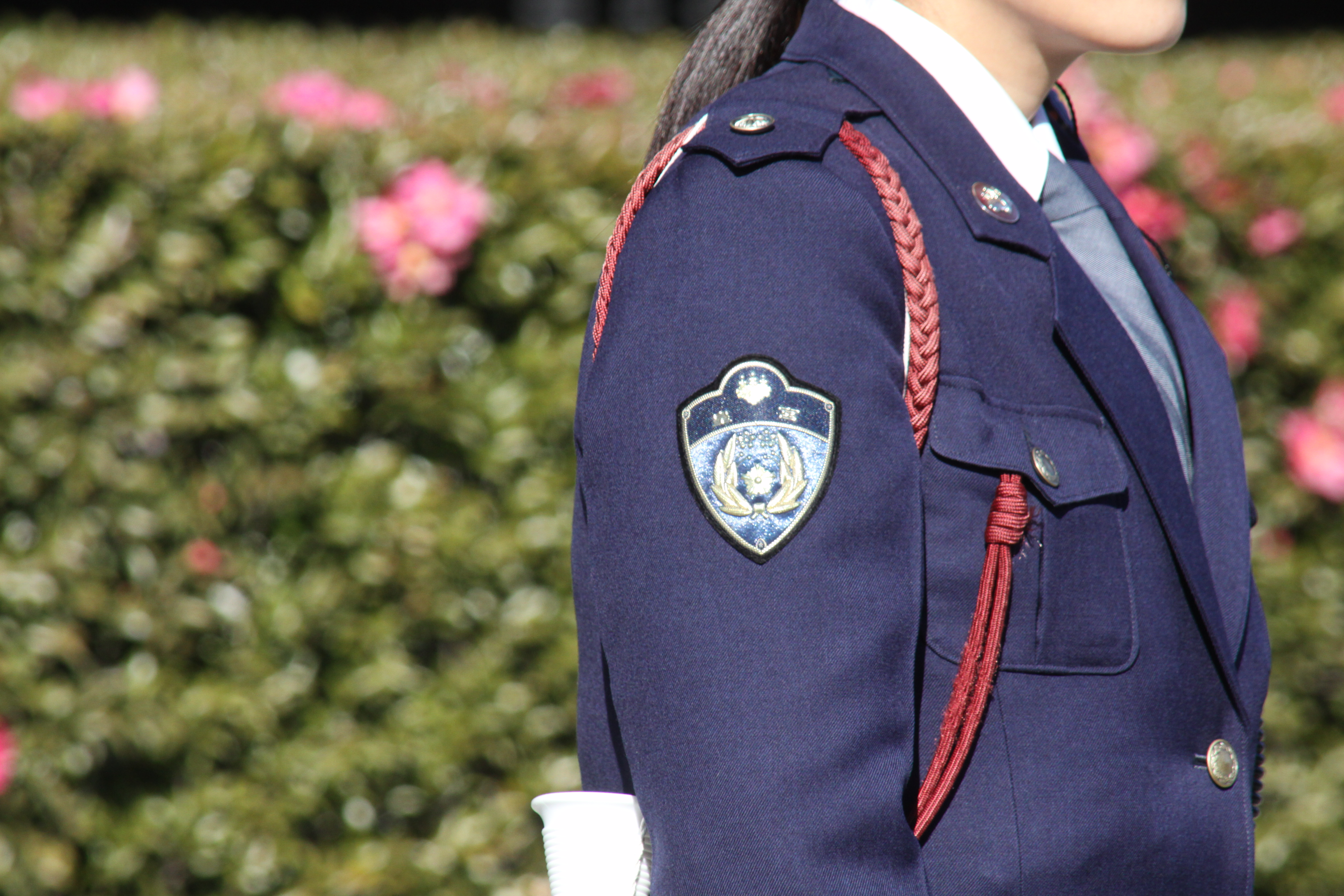
制服のワッペンと警笛釣り紐

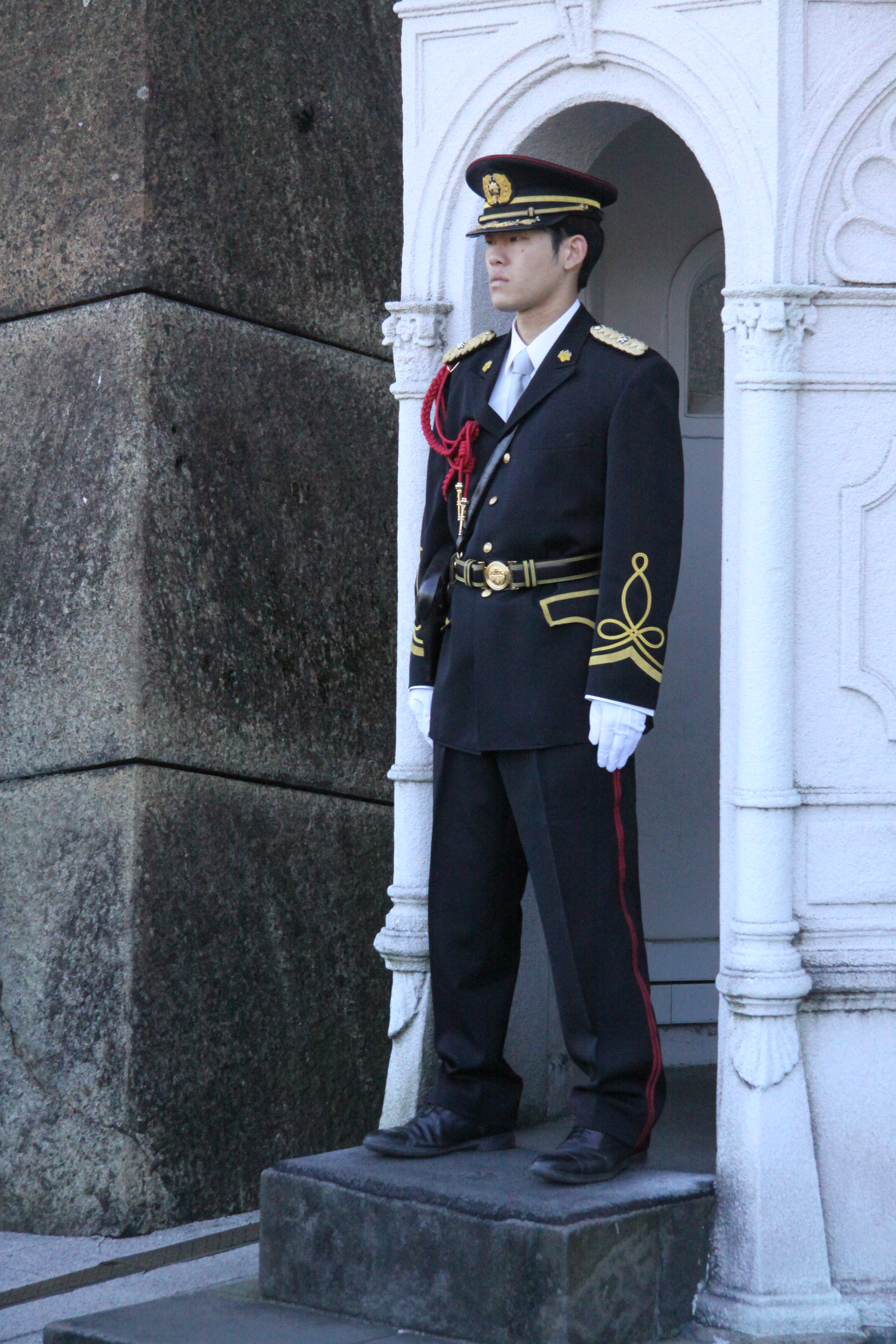
儀礼服姿の皇宮護衛官

皇宮警察本部（こうぐうけいさつほんぶ、英: Imperial Guard Headquarters）は、天皇・皇后および上皇・上皇后ならびに皇族（皇室構成員）の護衛および皇居、赤坂御用地、御用邸などの警備を専門に行う日本の警察組織である。警察庁の附属機関として設置され、職員は国家公務員である皇宮護衛官、警察庁事務官および警察庁技官で構成される。
本部所在地は、東京都千代田区千代田1番3号。本部長は、皇宮警視監の階級にある皇宮護衛官である。慣例により内閣府事務官である宮内庁職員にも併任される。皇宮警察本部の紋章は五三桐である。
警察庁公式サイトには、皇宮警察本部の英語名称が「Imperial Guard Headquarters」（インペリアル・ガード・ヘッドクウォーターズ）と示されている。the Guardは「近衛兵」を意味する英語である。1945年（昭和20年）の第二次世界大戦（太平洋戦争／大東亜戦争）終戦（日本の降伏）まで、宮城（きゅうじょう：皇居のかつての名称）の警備を担っていた大日本帝国陸軍近衛師団の英訳は「Imperial Guard Division」であった（Divisionは「師団」）。

## 概要
天皇徳仁・皇后雅子および上皇明仁・上皇后美智子ならびに皇族（皇室構成員）の安全を確保するため、皇宮護衛官のうち側衛官が皇居・御所などはもとより、国内外において身辺の直近で護衛に当たっている。
また、皇居、赤坂御用地、各御用邸、京都御所、正倉院などの安全を確保するため、主に以下の1都1府4県において警戒警備活動を行っている。
- 東京都
  - 皇居
  - 赤坂御用地
  - 常盤松御用邸
  - 高輪皇族邸
- 栃木県
  - 那須御用邸
  - 御料牧場
- 神奈川県
  - 葉山御用邸
- 静岡県
  - 須崎御用邸
- 京都府
  - 京都御所
  - 京都大宮御所・京都仙洞御所
  - 桂離宮
  - 修学院離宮
- 奈良県
  - 正倉院

また、国賓として来日した外国要人の皇居参内や、信任状の捧呈に伴う特命全権大使の皇居参内に際して、騎馬、サイドカー（側車付大型自動二輪車）などで護衛に当たっている。

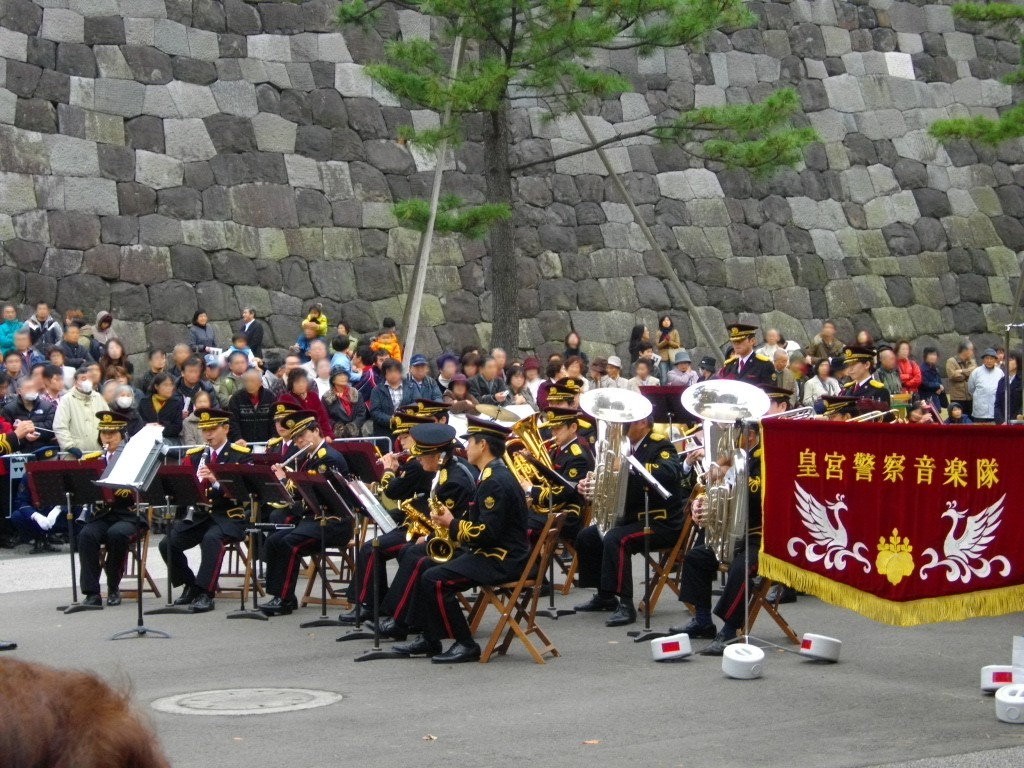
皇宮警察音楽隊

また、皇宮警察は全国で唯一、警察業務と共に消防業務も行っているため、白い車体に赤色帯の入った「警防車」という消防ポンプ車を坂下護衛署、吹上護衛署、赤坂護衛署、京都護衛署などに配備している。
このほか、皇宮警察の職員である皇宮護衛官に対して必要な教育訓練を行う皇宮警察学校、皇宮警察音楽隊、皇宮警察特別警備隊なども設置されている。
2009年（平成21年）度に警務部長ポストを廃し、「副本部長」を設置した。
皇宮警察本部の定員は、警察庁の定員に関する規則により規定されており、2020年（令和2年）4月1日現在、皇宮護衛官932人および事務官など40人の合計972人である。
2021年（令和3年）に、皇宮警察で初となる女性の皇宮警視正が誕生した。
毎年1月下旬に年頭視閲式があり、側衛車両部隊や騎馬隊など約11部隊・260人程度が皇居東御苑で式を行う。2021年（令和3年）と2022年（令和4年）は新型コロナウイルス（COVID-19）感染拡大のため、中止した。2023年（令和5年）1月20日、3年ぶりに行われた年頭視閲式には皇宮警察の創設以来初めて天皇・皇后が出席した。ただ、天皇徳仁は1986年（昭和61年）の年頭視閲式に一度のみ出席したことがある。

## 沿革
宮内省時代（後に宮内府、現在の宮内庁に改編される）の皇宮警察の沿革は「皇宮警察 (宮内省)」を参照。
- 1947年（昭和22年）1月、宮内省から内務省へ移管され、警視庁皇宮警察部と改称。その際に、官名が「皇宮警察官」から「皇宮護衛官」に改められる。また、側近護衛が侍従職に移管される。
- 1948年（昭和23年）3月、旧警察法の施行に伴い、国家地方警察本部に移管され皇宮警察府（こうぐうけいさつふ）とされる。再び、側近護衛を所管する。
- 同年6月、皇宮警察局（こうぐうけいさつきょく）に再び改称。
- 1948年（昭和23年）12月、皇宮護衛官が特別司法警察職員に指定される。
- 1949年（昭和24年）1月、国家地方警察本部の外局の皇宮警察本部となる。
- 1951年（昭和26年）8月、皇宮警察の勤務体制が三交替勤務制になる。
- 1952年（昭和27年）12月、皇宮警察音楽隊が設置される[14]。
- 1953年（昭和28年）6月、皇宮警察学校が設置される。
- 1954年（昭和29年）7月、現在の警察法が施行されるに伴い、警察庁の附属機関の皇宮警察本部となる。
- 1960年（昭和35年）6月、側衛実施指揮官として侍衛官を設置。常盤松護衛署を廃止。
- 1973年（昭和48年）4月、皇宮警察本部に護衛部が設けられる。
- 1977年（昭和52年）12月、内廷皇族以外の皇族についても、恒常的な護衛を実施する。
- 1992年（平成4年）8月、皇宮警察の勤務体制が四交替勤務制になる。
- 2011年（平成23年）4月26日、同年3月11日発生の東北地方太平洋沖地震による東日本大震災に伴い、パトロール隊「皇宮警察ひまわり隊」が編成され東北地方の被災地へ派遣。皇宮警察史上初の管轄外活動となる[注 2][15]。

### 対応した主な事件
- 1954年（昭和29年）1月2日：二重橋事件
- 1971年（昭和46年）9月25日：第1次坂下門乱入事件
- 1972年（昭和47年）1月6日：日光皇太子夫妻襲撃事件
- 1975年（昭和50年）7月12日：第2次坂下門乱入事件
- 1975年（昭和50年）7月17日：ひめゆりの塔事件
- 2011年（平成23年）2月5日：皇居お堀入浴剤投げ入れ事件
- 2020年（令和2年）5月25日：皇居正門鉄橋付近侵入事件
- 2022年（令和4年）6月4日：赤坂御用地侵入事件

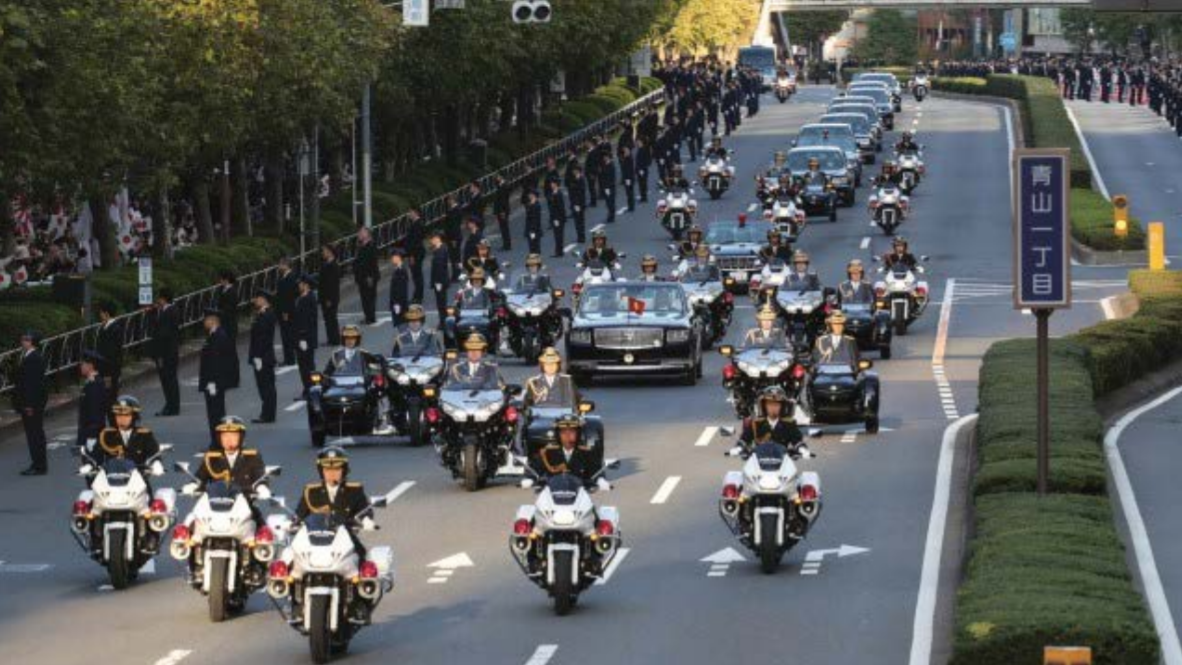
御料車と警護車列
白バイ・側車（サイドカー）・警護車

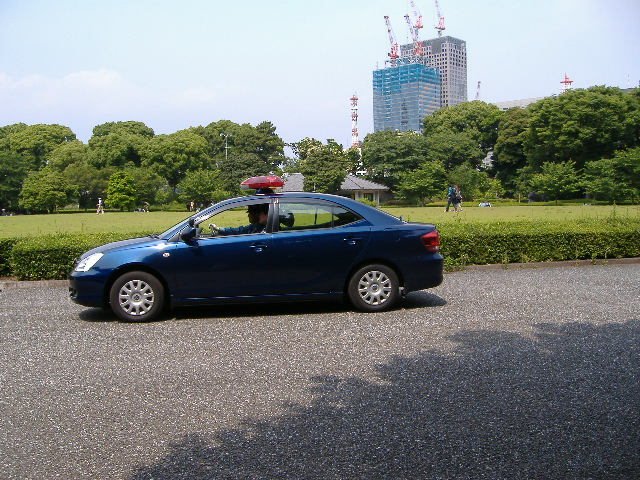
皇宮警察の警備車両（トヨタ・アリオン）

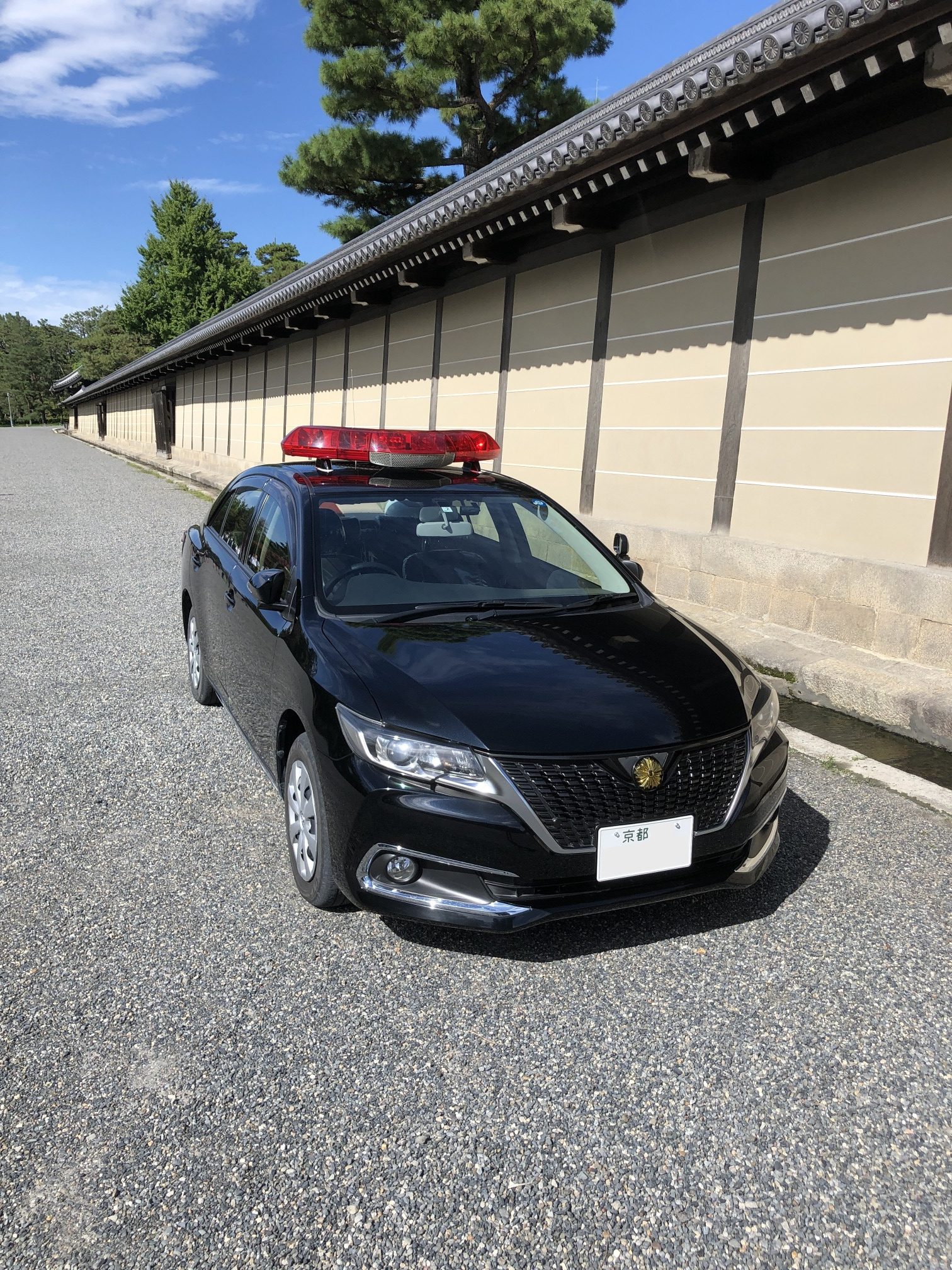
京都御所の皇宮警察車両

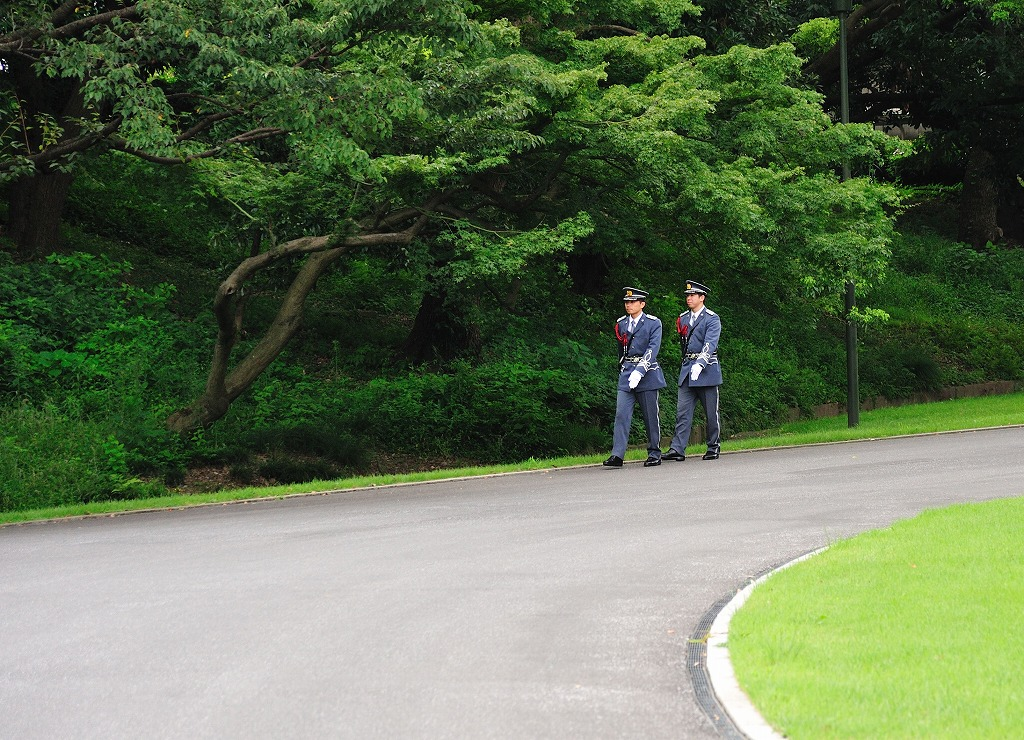
儀礼服姿で皇居正門警備に向かう皇宮護衛官。皇居内にて撮影

- 2022年（令和4年）6月29日：名古屋市男性宮内庁包丁送りつけ事件

## 組織

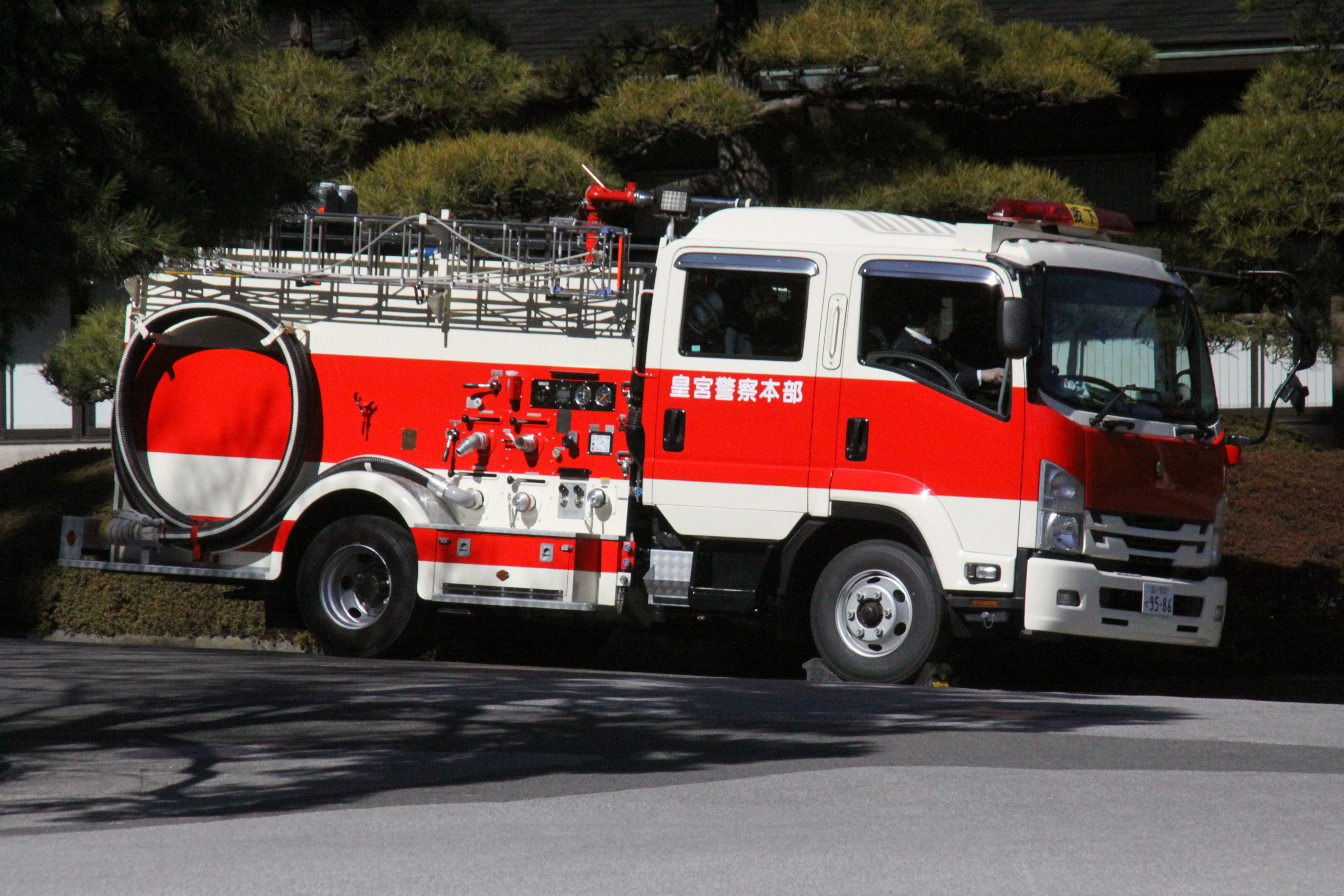
皇宮警察の消防車（警防車）

皇宮警察本部の組織は2部10課、4護衛署及び皇宮警察学校によって構成される。
護衛部は天皇・皇后、上皇・上皇后および皇族（皇室構成員）の護衛を担当しており、警備部と4護衛署が皇居・赤坂御用地・各御用邸・京都御所および正倉院などの安全を確保するための警備を担当する。
- 本部長（皇宮警視監）
- 副本部長（皇宮警視長）
- 首席監察官
  - 警務課（人事、給与、広報、皇宮警察音楽隊）
  - 監察課（計画、監察、情報管理）
  - 会計課（予算、設備、修理）
  - 教養厚生課（一般教養、芸術研修、福利厚生、共済関係）
  - 護衛馬部隊
- 警備部
  - 警備第一課（警備計画、捜査）
    - （常設）特別警備隊

  - 警備第二課（警戒、警防、通信、御用地警備）
- 護衛部
  - 護衛第一課（天皇皇后両陛下・国賓護衛）
  - 護衛第二課（皇嗣同妃両殿下・皇族護衛）
  - 上皇護衛課（上皇上皇后両陛下護衛）
  - 侍衛官（3）（護衛指揮）
- 坂下護衛署
  - 坂下門警備派出所
  - 供溜警備派出所
  - 櫓下警備派出所
  - 塔の坂警備派出所
  - 狐坂警備派出所
- 吹上護衛署
  - 外庭東門警備派出所
  - 乾門警備派出所
- 赤坂護衛署
  - 赤坂御所正門警備派出所
  - 鮫ヶ門警備派出所
  - 南門警備派出所
- 京都護衛署
  - 建礼門警備派出所
  - 北門警備派出所
  - 修学院離宮皇宮護衛官派出所
  - 桂離宮皇宮護衛官派出所
  - 正倉院皇宮護衛官派出所
- 皇宮警察学校[4]

## 業務
皇宮警察本部の業務には、護衛部門、警備部門、警務部門の3部門ある。
護衛部は、皇室構成員である天皇・皇后、上皇・上皇后および皇族の身辺の安全を確保するため、皇居・御所にいる時のみならず外出の際や各種式典等への出席の際などにも、一番近くで護衛にあたる。護衛のスキルは無論、乗馬・スキー・テニス・外国語などの幅広い素養が不可欠であり、日常の教養や研修、訓練によって高度な技術を培っている。また、外国元首や駐日大使・公使の皇居参内時には、騎馬やサイドカーで護衛にあたる。
警備部・各護衛署では、皇居、赤坂御用地、京都御所、大宮仙洞御所、桂・修学院離宮、正倉院、御用邸などを警備することが任務で、天皇誕生日および新年一般参賀、園遊会などの警備に必要な企画・立案を始め、装備資器材の配備・開発運用なども行う。また、突発対応部隊として特別警備隊が置かれており、有事に備え日々さまざまな訓練を行っているほか、皇居宮殿などで行われる皇室行事の際には、その厳粛な雰囲気を保持しながら、儀礼服という特別の制服を着用して警戒にあたる。警察で唯一消防活動を行うのも、皇宮警察の特長の一つである。万が一に火災が発生した場合の消火活動に加え、絶対に火災が起こらないかつ起こさせないように予防活動を行う。
警務部門は、皇宮警察の活動を効率的・効果的かつ円滑に運営するために、勤務体制・採用・人事管理・教養・予算・福利厚生など、組織の基盤を支える。業務運営の要として組織全体を把握した上で、第一線の勤務員の立場に立って働きやすい環境づくりを心掛ける。また、警務課の中には、音楽隊が組織されており、園遊会を始めとする皇室行事で演奏したり、全国警察音楽隊演奏会、皇居東御苑でのランチタイムコンサートなどで演奏したりと、皇宮警察の広報的な役割も担う。

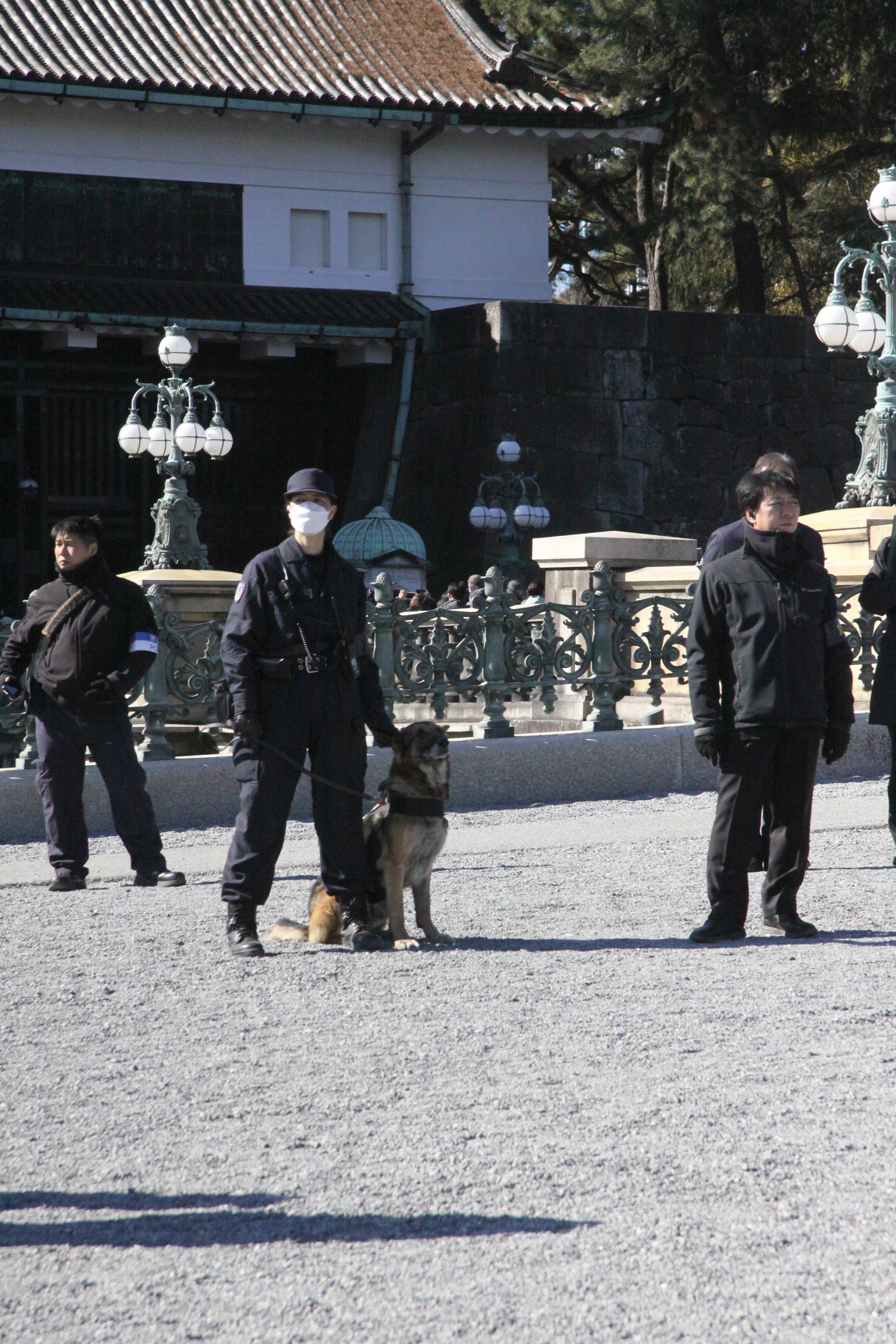
皇宮警察の警備犬

また、皇宮警察本部警備部警備第一課に設置されている特別警備隊は、皇居正門や国賓の皇居参内等の行事における儀仗勤務や、事案発生時の警備出動を主たる任務として活動するほか、銃器等使用事案への対処能力を有し、皇居などにおける事案対処の中核を担っている。令和4年度（2022年度）からは、各種事案対処能力を更に強化するため、皇宮護衛官の中でも爆発物や銃器対策、大量破壊兵器（NBC）テロ対策などの技能に優れた者を改めて隊員に選抜するなど、体制と機能の充実を図っている。

## 警察歌
- 「皇宮警察歌」
  - 作詞：白岩晃
  - 作曲：安部幸明
  - 1954年（昭和29年）9月16日に「皇宮警察行進歌」と併せて制定[17]。歌詞は『皇宮警察史』（1976）の巻頭や久能靖『皇宮警察』（2017）に収められている。

### 関連楽曲
- 「皇宮警察行進歌」
  - 作詞：白岩晃
  - 作曲：沖不可止
  - 「皇宮警察歌」と同時に制定[17]。

- 「皇宮警察壮行歌」
  - 作詞：白岩晃
  - 作曲：沖不可止

- 「皇宮警察学校校歌」
  - 作詞：伴野晶男
  - 作曲：古関裕而

## 不祥事
- 2002年（平成14年）1月 - 吹上護衛署の女子更衣室から部下の女性護衛官の下着を窃盗したとして、男性皇宮警部補が懲戒処分[18]。
- 2003年（平成15年）6月 - JR総武線の電車内で女性会社員（30代）に痴漢をしたとして、男性皇宮巡査部長が懲戒処分[18]。
- 2004年（平成16年）7月 - 都内のビデオ鑑賞店からアダルトビデオ10本を窃盗したとして、女性皇宮巡査長が懲戒処分[18]。
- 2007年（平成19年）3月29日 - 2005年（平成17年）10月から2006年（平成18年）6月までにかけて、皇宮警察学校を卒業したばかりの女性護衛官が40代後半の上司から数回、胸をもまれたり、執拗にメールを送られたりするセクシャルハラスメント事案があり、この上司が同日付で減給6か月の懲戒処分を受ける[18]。
- 2015年（平成27年）7月 - 皇宮警察学校の学生の給食費など30万円を着服した教養課の男性皇宮警部補（30代）が書類送検され、停職1か月の懲戒処分を受けた[19]。
- 2016年（平成28年）1月12日 - 護衛第二課の男性皇宮警部補（42歳）が電車内で女性乗客の下着の中に手を入れ尻を触るなどしたとして、東京都迷惑防止条例違反（痴漢）の現行犯で逮捕された[20]。
- 2017年（平成29年）12月 - 男性皇宮巡査部長（30代）が児童ポルノのDVDを所持していたとして、警視庁が児童買春、児童ポルノに係る行為等の規制及び処罰並びに児童の保護等に関する法律違反の疑いで男性皇宮巡査部長を書類送検した。男性皇宮巡査部長は依願退職[21]。
- 2019年（令和元年）6月 - 皇宮警察学校の実習先だった那須御用邸の敷地内にある施設での懇親会などで、1年間にわたって校長や教官、新任の護衛官らが同席する場で未成年（当時：19歳以下）飲酒が繰り返されていた。また、成年男女4人の護衛官が飲酒後にみだらな行為に及んでいた[19]。 学校長が本部長訓戒、ほかの15人は関与の度合いなどに応じて副本部長訓戒などの懲戒処分を受け、学校長は辞職した[22]。
- 2020年（令和2年）2月 - 男性皇宮警部補が出張先の新潟県の宿泊施設で、入浴中の同僚の女性護衛官をのぞき見し、盗撮していたことが発覚。減給月額10分の１・６カ月間の懲戒処分[19][23]。
- 2021年（令和3年）2月19日 - 京都護衛署長の皇宮警視正（59）が2017年（平成29年）に知人女性を正規の手続きをせずに赤坂御用地へ立ち入りさせていたことが判明。減給6か月の懲戒処分。皇宮警視正は同日付で依願退職[24]。
- 2022年（令和4年）1月1日 - 護衛部護衛第一課の皇宮警部が、都内のパチンコ店2店舗で座席にかけてあったダウンジャケットなど3着を盗み、同年2月に窃盗で逮捕される[25]。
- 2022年（令和4年）6月・7月 - 現場幹部らを中心に護衛対象である皇族への悪口雑言が横行していたこと、スパイと疑われる外国人その他複数の侵入事件が隠蔽されていたこと、不倫、庁内飲酒等が常態化していたことが広く報道された[26]。その中で2020年（令和2年）10月、皇居の一般立入禁止区域に侵入した中国国籍の男を1時間以上放置していたことがわかった[27]。